# Orotoukan
Orotoukan (en russe : Оротука́н) est une commune urbaine de l'oblast de Magadan, en Russie. Elle se situe dans le raïon de Iagodnoïe. Sa population était estimée à 733 habitants en 2022.

## Géographie

### Situation
Orotoukan se trouve sur la rive droite de la rivière éponyme, affluent droit de la Kolyma, dans une vallée sibérienne. Elle se situe à 304 km au nord de Magadan, et à 5 707 km à l'est de Moscou.

## Étymologie
Le nom du village veut dire zone brûlée d'une prairie ou d'une forêt en Iakoute.

## Histoire
L'histoire du village commence dans les années 1930, quand des prospecteurs découvrent des gisements importants d'or dans la vallée où se situe le village. En 1933, un village de minier apparaît à l'emplacement de l'actuel village. Deux ans plus tard, le Dalstroï du sud obtient la gestion du lieu, et organise l'arrivée des prisonniers aux mines. Les années suivantes, la croissance s'accélère et le village prend forme, avec la construction de nombreuses usines, de nombreux bâtiments dont une école et une bibliothèque.
Les exportations des usines allaient jusqu'en Chine, à Moscou ou bien à Perm.
Les années 1960 et 1970 voient la construction d'une ferme d'état, d'une autre école, d'une banque d'état, d'un local de la poste. Malgré cette croissance, la dislocation de l'URSS croisée à la baisse de rendement cause le déclin d'Orotoukan.

## Population
Recensements (*) ou estimations de la population
| 1959* | 1970* | 1979* | 1989* | 1990  |
| ----- | ----- | ----- | ----- | ----- |
| 4 663 | 4 934 | 5 546 | 5 683 | 5 215 |

| 1994  | 2002* | 2004  | 2005  | 2006  |
| ----- | ----- | ----- | ----- | ----- |
| 3 601 | 2 760 | 2 700 | 2 597 | 2 435 |

| 2007  | 2008  | 2009  | 2010  | 2012  |
| ----- | ----- | ----- | ----- | ----- |
| 2 287 | 2 246 | 2 167 | 1 531 | 1 411 |

| 2013  | 2014  | 2015  | 2016  | 2017  |
| ----- | ----- | ----- | ----- | ----- |
| 1 340 | 1 242 | 1 143 | 1 103 | 1 050 |

| 2018 | 2019 | 2020 | 2021 | 2022 |
| ---- | ---- | ---- | ---- | ---- |
| 964  | 867  | 785  | 763  | 733  |

## Transports
Le village est relié au reste du pays par la R504 Kolyma. La ville est située à 392 km de Magadan par la route.

## Personnalités liées à Orotoukan
- Tina Karol, chanteuse et actrice ukrainienne née à Orotoukan en 1985.
- Matvey Korobov, boxeur russe né en 1983 à Orotoukan.